# Champigny-la-Futelaye
Champigny-la-Futelaye is een gemeente in het Franse departement Eure (regio Normandië) en telt 228 inwoners (2005). De plaats maakt deel uit van het arrondissement Évreux.

## Geografie
De oppervlakte van Champigny-la-Futelaye bedraagt 15,9 km², de bevolkingsdichtheid is 14,3 inwoners per km².
De onderstaande kaart toont de ligging van Champigny-la-Futelaye met de belangrijkste infrastructuur en aangrenzende gemeenten.

## Demografie
Onderstaande figuur toont het verloop van het inwonertal (bron: INSEE-tellingen).